# Goodreads

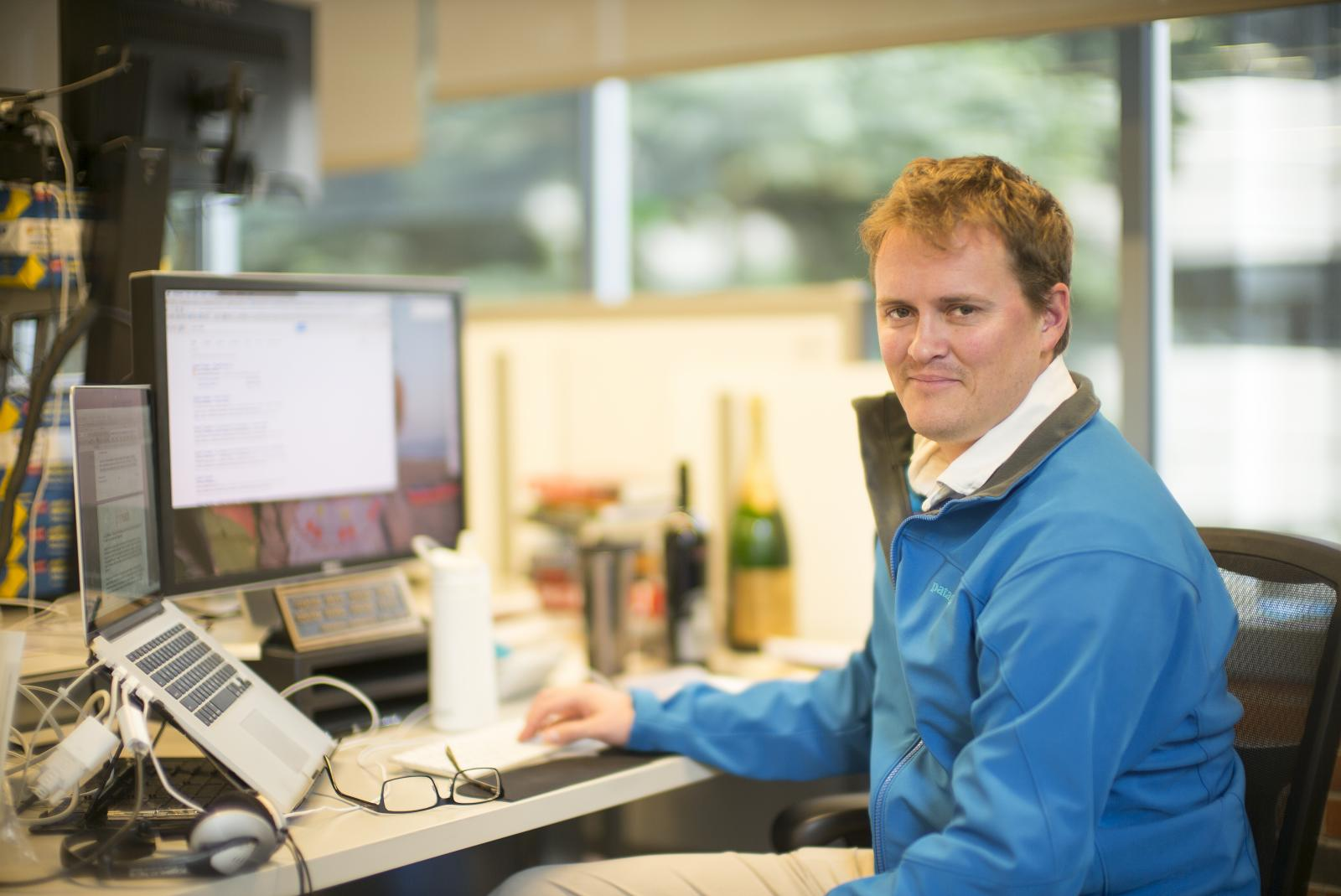
Otis Chandler

Goodreads je americká internetová stránka založená na principu sociální databáze. Věnuje se katalogizaci a hodnocení knih čtenáři, v čemž je protějškem populárních filmových a jiných sociálních databází (Imdb, Čsfd aj.). Sídlo má v San Franciscu. Jejím vlastníkem je společnost Amazon, která ji zakoupila roku 2013. Stránka byla založena v prosinci 2006, spuštěna v lednu 2007 a jejími tvůrci tehdy byli manželé Otis Chandler and Elizabeth Khuri Chandlerová. V září 2023 měla čtenářská přispěvatelská síť 150 milionů členů. Goodreads je nejpopulárnější webovou stránkou pro recenze knih na světě.

## Komunita
Uživatelé se mohou registrovat, registrovat knihy a vytvářet katalogy knihoven a seznamy četby. Mohou rovněž hodnotit systémem hvězdiček (pětihvězdičková škála) a psát recenze. Průměrné skóre recenzí si získalo na knižním trhu značný vliv, což také vedlo Amazon k nákupu, neboť tento systém se stal vlivnější než vlastní recenzní systém Amazonu. Vznikly také literární ceny Goodreads Choice Awards založené na recenzích a hodnocení čtenářů. Od roku 2011 stránka čtenářům, kteří dali aspoň 20 pětihvězdičkových hodnocení, nabízí ke čtení knihy, které by se jim mohly líbit - k takovému doporučování byl vymyšlen speciální program. Čtenáři také mohou vytvářet různě orientované čtenářské kluby a účastnit se diskusních fór, takže stránka částečně funguje i jako sociální síť. Zároveň lze uživatelské účty na Goodreads propojit s účty na nejpopulárnějších sociálních sítích, jako jsou Facebook, Pinterest nebo Twitter. Goodreads si získaly mimořádné postavení v knižním marketingu, autoři získávají možnost oslovit své cílové skupiny speciálními obsahy (rozhovory, blogy, dárky apod.). Jen do roku 2011 využilo Goodreads k reklamě sedmnáct tisíc autorů.

## Problémy
Od roku 2013 si Goodreads vyhrazují právo smazat recenzi, u níž vznikne podezření na autorskou či nakladatelskou sebepropagaci, nebo recenzi, která je přespříliš agresivní, zejména pak hodnotí-li více autora než knihu. Stránka bojuje rovněž s hromadnými útoky na autory prostřednictvím množství "neautentických" jednohvězdičkových hodnocení (tzv. review bombing). Tyto útoky jsou často politicky motivované. Byly označeny za formu kyberšikany. Objevily se i případy, kdy takové útoky organizovali sami spisovatelé na svou konkurenci (případ Cait Corrainové).

## Konkurence
V roce 2016 Goodreads pohltily konkurenční databázi Shelfari (rovněž v majetku Amazonu). Goodreads zůstává zdaleka nejpopulárnější webovou stránkou pro recenze knih na světě, ačkoli vzniklo mnoho stránek konkurenčních, ať už v různých národních jazycích (v češtině je to například Databáze knih, v čínštině Douban, ve francouzštině Babelio) nebo v angličtině (LibraryThing, Open Library). Jistým limitem vlivu Goodreads je, že nevytváří jazykové mutace a stránka je stále jen anglojazyčná.